# Wasilówka (powiat suwalski)
Wasilówka – wieś w Polsce, położona w województwie podlaskim, w powiecie suwalskim, w gminie Raczki.
| SIMC    | Nazwa     | Rodzaj    |
| ------- | --------- | --------- |
| 1013447 | Linia     | część wsi |
| 1013625 | Pod Lasem | część wsi |

W latach 1975–1998 wieś należała administracyjnie do województwa suwalskiego.
W okresie międzywojennym stacjonowała tu placówka Straży Celnej „Wasilówka”.